# Estação Ferroviária Carlos Antonio López

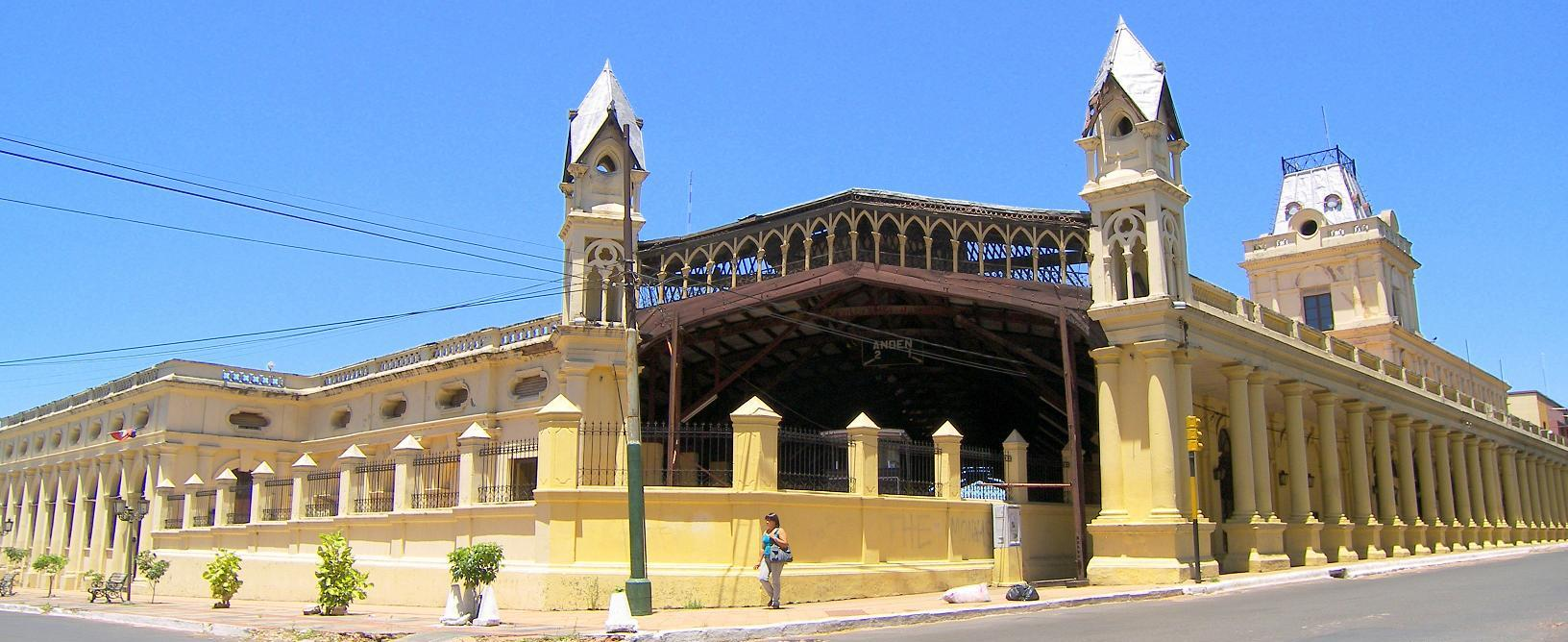
Fachada da Estación Central.

A Estação Ferroviária Carlos Antonio López (em espanhol: Estación Central de Ferrocarril Carlos Antonio López) é uma histórica estação de trens (comboios) em Assunção, capital do Paraguai. Localiza-se no centro da cidade, junto à Plaza Uruguaya.
O trem foi introduzido no Paraguai pelo presidente Carlos Antonio López, que em 1854 enviou seus filhos à Inglaterra para adquirir material ferroviário e contratar engenheiros. A estação central em Assunção foi inaugurada em 1861, construída pelo engenheiro inglês Alonso Taylor, contratado em 1857, mais tarde ajudado pelo italiano Alejandro Ravizza. Estes dois arquitetos também trabalharam na construção do palácio do governo, atualmente chamado Palacio de López.